# Shaw, Melksham Without
Shaw är en by i Wiltshire distrikt i Wiltshire grevskap i England. Byn är belägen 43,9 km 
från Salisbury. Orten har 516 invånare (2016).